# 佐兰·戈普切维奇
佐兰·戈普切维奇（羅馬化：Zoran Gopčević，1955年1月29日—2000年9月30日），南斯拉夫男子水球运动员。他曾代表南斯拉夫国家队参加1980年夏季奥林匹克运动会水球比赛，获得一枚银牌。